# Liste der Baudenkmäler im Kölner Stadtteil Longerich
Die folgende Liste enthält die in der Denkmalliste ausgewiesenen Baudenkmäler auf dem Gebiet des Stadtteils Köln-Longerich, Stadtbezirk Köln-Nippes, Nordrhein-Westfalen.
Hinweis: Die Reihenfolge der Baudenkmäler in dieser Liste orientiert sich an den Straßennamen und ist alternativ nach Hausnummern, Denkmallistennummer oder Bezeichnung sortierbar.
Basis ist die offizielle Kölner Denkmalliste (Stand: 16. August 2012), die Baudenkmäler und Denkmalbereiche auflistet. Dabei kann es sich beispielsweise um Sakralbauten, Wohn- und Fachwerkhäuser, historische Gutshöfe und Adelsbauten, Industrieanlagen, Wegekreuze und andere Kleindenkmäler sowie Grabmale und Grabstätten, die eine besondere Bedeutung für die Geschichte Kölns haben, handeln. Grundlage für die Aufnahme in die offiziellen Denkmallisten ist das Denkmalschutzgesetz Nordrhein Westfalens.

| Bild                           | Bezeichnung                                               | Lage                                       | Beschreibung                                                                     | Bauzeit | Einge- tragen seit | Denk- mal- nr. |
| ------------------------------ | --------------------------------------------------------- | ------------------------------------------ | -------------------------------------------------------------------------------- | --- | ------------------ | -------------- |
| Fotos hochladen                | Schule                                                    | Longerich Altonaer Str. 32 Karte           |                                                                                  | | 19. Mai 1989       | 5025           |
| weitere Bilder Fotos hochladen | Pfarrkirche Christ König                                  | Longerich Altonaer Str. 61 Karte           |                                                                                  | | 18. Februar 1999   | 8387           |
| Fotos hochladen                | Hofanlage Bergheimer Höfe                                 | Longerich Bergheimer Weg 21 Karte          | Herrenhaus                                                                       | 1855 | 30. Mai 1983       | 1524           |
| Fotos hochladen                | Hofanlage Bergheimer Höfe                                 | Longerich Bergheimer Weg 23 Karte          | Wohnhaus                                                                         | 1897 | 1. Juni 1983       | 1525           |
| Fotos hochladen                | Kleindenkmal (Bildstock)                                  | Longerich Bergheimer Weg o. Nr. Karte      |                                                                                  | Ende 19. Jahrhundert | 1. Juli 1980       | 406            |
| Fotos hochladen                | Wohnhaus (ehem. Krankenhaus)                              | Longerich Heckweg 32 Karte                 |                                                                                  | | 24. August 1981    | 752            |
| Fotos hochladen                | Wohnhaus                                                  | Longerich Hohlgasse 6 Karte                |                                                                                  | | 22. März 1988      | 4513           |
| Fotos hochladen                | Wohnhaus                                                  | Longerich Kriegerplatz 8 Karte             |                                                                                  | Um 1870 | 31. August 1998    | 8347           |
| Fotos hochladen                | Wohnhaus                                                  | Longerich Kriegerplatz 10 Karte            |                                                                                  | | 25. April 1985     | 2940           |
| weitere Bilder Fotos hochladen | Grünanlage mit Kleindenkmal                               | Longerich Kriegerplatz o. Nr. Karte        | Kriegerdenkmal für die Kriege von 1864 bis 1945; Grünanlage, ehemaliger Friedhof | nach 1871 | 1. Juli 1980       | 429            |
| Fotos hochladen                | Krankenhaus/Stiftung Dr. Dormagen                         | Longerich Lachemer Weg 22 Karte            |                                                                                  | 1912/1913 | 1. Juli 1980       | 431            |
| weitere Bilder Fotos hochladen | Lutherkapelle                                             | Longerich Lindweilerweg 96 Karte           |                                                                                  | Saal: 19. Jahrhundert als Nebengebäude des sog. „Richardshofes“; Riegelbau im Westen mit einem Spitzbogenportal und einem Glockenturm: 1933 | 25. März 1985      | 2891           |
| Fotos hochladen                | Kleindenkmal (Wegekreuz)                                  | Longerich Lindweilerweg o. Nr. Karte       |                                                                                  | | 1. Juli 1980       | 434            |
| weitere Bilder Fotos hochladen | Hofanlage Balsamhof                                       | Longerich Longericher Hauptstr. 45 Karte   |                                                                                  | 1857 | 18. Dezember 1981  | 892            |
| weitere Bilder Fotos hochladen | Kirche St. Dionysius                                      | Longerich Longericher Hauptstr. 62 Karte   |                                                                                  | | 18. Januar 1982    | 921            |
| Fotos hochladen                | Pfarrhaus                                                 | Longerich Longericher Hauptstr. 62 a Karte |                                                                                  | um 1900 | 30. November 1983  | 1906           |
| Fotos hochladen                | Schule                                                    | Longerich Longericher Hauptstr. 85 Karte   |                                                                                  | 1889 | 1. Juli 1980       | 436            |
| Fotos hochladen                | Kleindenkmal (Wegekreuz)                                  | Longerich Longericher Str. 54 Karte        | (Longericher Hauptstr. o.Nr. lt. Denkmalliste der Stadt Köln)                    | 1862 | 1. Juli 1980       | 435            |
| Fotos hochladen                | Christophorus-Kapelle auf dem Gelände der Lüttich-Kaserne | Longerich Militärringstr. 1000 Karte       |                                                                                  | | 23. Juli 2003      | 8624           |
| Fotos hochladen                | Meilenstein                                               | Longerich Neusser Landstr. o. Nr.          |                                                                                  | | 28. Juni 1993      | 6873           |
| Fotos hochladen                | Wohnhaus                                                  | Longerich Neusser Str. 799 Karte           |                                                                                  | | 30. Oktober 1985   | 3278           |
| Fotos hochladen                | Schule                                                    | Longerich Paul-Humburg-Str. 13 Karte       |                                                                                  | | 13. Mai 1989       | 5027           |
| Fotos hochladen                | Mühlenhof                                                 | Longerich Wirtsgasse 2 Karte               |                                                                                  | | 3. März 1989       | 4867           |